# Piotr Olszówka
Piotr Olszówka (ur. 16 czerwca 1981 w Biłgoraju) – polski polityk i samorządowiec, w latach 2015–2019 poseł na Sejm VIII kadencji.

## Życiorys
Z wykształcenia pedagog, ukończył w 2008 studia na Uniwersytecie Marii Curie-Skłodowskiej w Lublinie. Prowadził własną działalność gospodarczą, był też wychowawcą w ośrodku prowadzonym przez Stowarzyszenie SOS Wioski Dziecięce, później pozostawał osobą bezrobotną. Zaangażował się w działalność polityczną w ramach Prawa i Sprawiedliwości. W wyborach samorządowych w 2014 został wybrany na radnego powiatu biłgorajskiego.
W wyborach parlamentarnych w 2015 kandydował do Sejmu z ósmego miejsca na liście Prawa i Sprawiedliwości w okręgu chełmskim. Uzyskał mandat posła VIII kadencji, otrzymując 8174 głosy. Pracował m.in. w Komisji do Spraw Unii Europejskiej oraz Komisji Rolnictwa i Rozwoju Wsi.
W marcu 2019 prokurator przedstawił mu zarzuty związane z aferą korupcyjną w starostwie powiatowym w Biłgoraju. Piotr Olszówka został oskarżony o to, że za łapówkę w wysokości co najmniej 1500 zł kupił sobie prawo jazdy kategorii A i C, a następnie posługiwał się nielegalnie zdobytym dokumentem, okazując go policjantom podczas kontroli drogowych. Po ujawnieniu tych zarzutów Piotr Olszówka zrzekł się immunitetu, a prezes PiS Jarosław Kaczyński zawiesił go w prawach członka partii. Sąd Rejonowy w Biłgoraju skazał go za to przestępstwo w pierwszej instancji na karę 1 roku i 8 miesięcy pozbawienia wolności z warunkowym zawieszeniem wykonania kary na okres próby lat 4, a także na karę grzywny.
Polityk nie wystartował w kolejnych wyborach w 2019.